# Jrapi
Jrapi es una localidad del raión de Ani, en la provincia de Shirak, Armenia, con una población censada en octubre de 2011 de 776 habitantes. 
Se encuentra ubicada al suroeste de la provincia, a poca distancia del río Akhurian —afluente del río Aras— y de la frontera con Turquía y la provincia de Aragatsotn.